# Тумрок (хребет)
Хребе́т Тумрок — гірський хребет на сході півострова Камчатки Камчатського краю Росії.

## Географія
Хребет розташований у середній частині гірської системи Східного хребта. Простягається приблизно на 125 км, від верхів'я річок Правої Щапіни та Унани на північний схід до річки Стланиковий (притока Андріанівки). На південному заході і заході межує із Валагінським хребтом, на заході також межує з Центральнокамчатською низовиною і хребтом Асхачний Увал, на півночі — із хребтом Кумроч, на сході — із горами Кроноцького заповідника.
Він вищий сусіднього Валагінського хребта. На відміну від інших хребтів Східного хребта, в межах Тумрока багато старих зруйнованих вулканів. Максимальна висота — вулкан Кизимен (2375 м), вважається найвищою вершиною всього Східного хребта. Найвищі вершини — Перевал (1780 м), Сокіл (1695 м), Іульт (1856 м), Скалиста (2164 м), Тумрок (2103 м), Верхня Андріанівка (1900 м).

## Геологія
Хребет складений головним чином вулканічно-сланцевими товщами, породами продуктів виверження і туфами.

### Топографічні карти
- Аркуш карти N-57 Петропавловськ-Камчатський. Масштаб: 1 : 1 000 000. Видання 1967 р.
- Аркуш карти N-57-Б Атласово. Масштаб: 1:500 000. Видання 1989 р.